# برتراند بيتون
برتراند بيتون (بالفرنسية: Bertrand Piton)‏ هو لاعب كرة قدم فرنسي في مركز الدفاع، ولد في 19 أغسطس 1970 في بيزنسون في فرنسا. لعب مع نادي النجم الأحمر ونادي سوشو ونادي مارتيغ ونادي نيور.

## وصلات خارجية
- برتراند بيتون على موقع قاعدة بيانات كرة القدم.إي يو (الإنجليزية)